# Krytyka muzyczna
Krytyka muzyczna to:

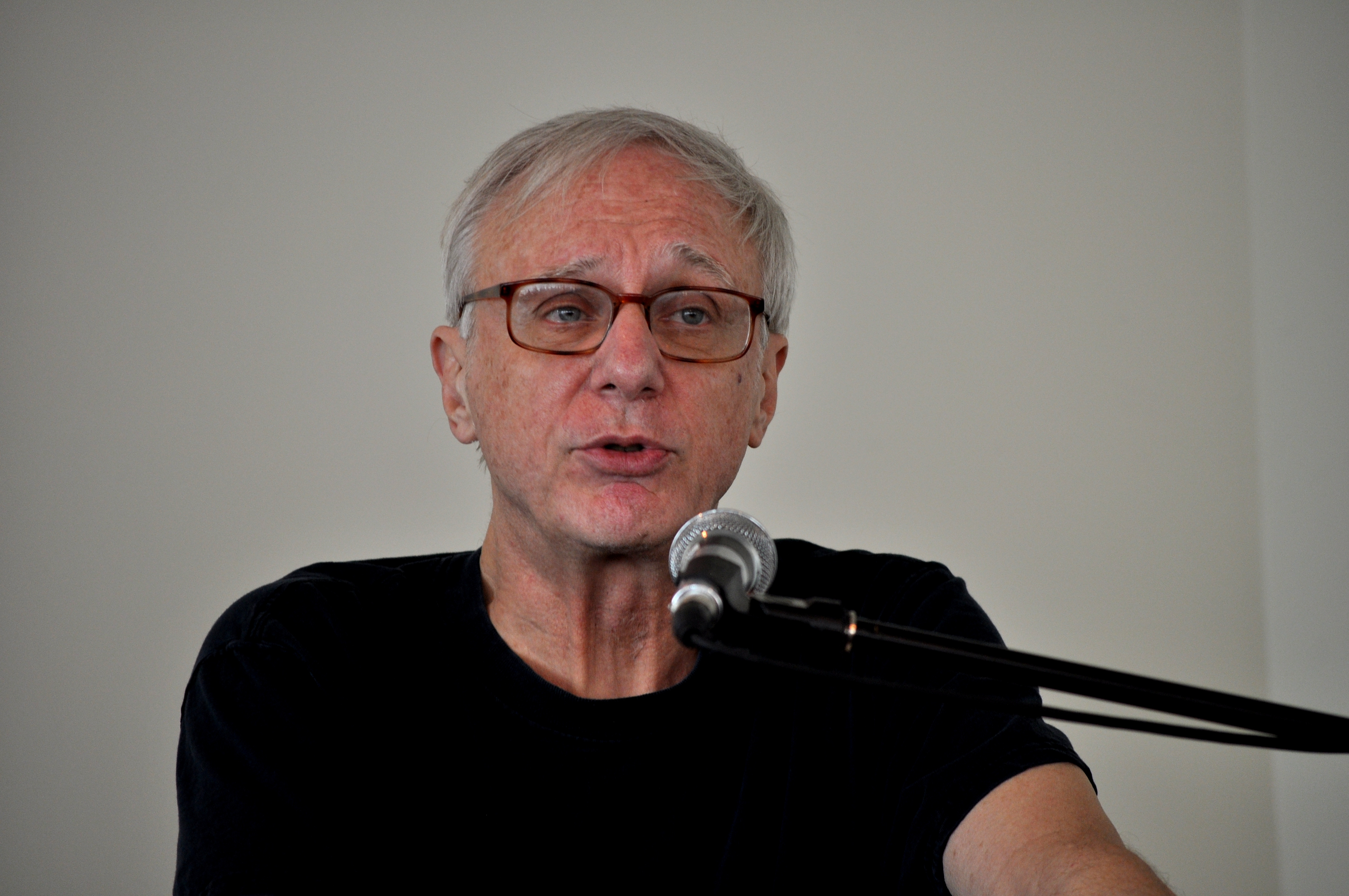
Robert Christgau, krytyk muzyczny (2012)

- w szerszym znaczeniu – wszelkie rozpatrywanie muzyki z zamiarem wydania o niej sądu wartościującego,
- w węższym znaczeniu – wykonywanie tej czynności zawodowo i publikowanie swoich opinii za pośrednictwem mediów, czyli słowa drukowanego lub mówionego. To rozumienie pojęcia krytyki muzycznej jest częstsze.

Krytyka muzyczna, choć korzysta z zasobów wiedzy muzykologicznej, nie stanowi dyscypliny naukowej, jest z natury rzeczy subiektywna.
Jej odbiorcami są zarówno słuchacze, jak i wykonawcy, a także twórcy muzyki.

## Funkcje
Zadaniem krytyki muzycznej jest informowanie i kształtowanie opinii publicznej w sprawach muzyki. Pobudzanie wrażliwości estetycznej słuchaczy to jej tzw. funkcja eksplikatywna. Funkcja interpretacyjna polega natomiast na przekazywaniu umotywowanych opinii o utworze (wykonaniu utworu) twórcom (wykonawcom). Wreszcie, dzięki funkcji postulatywnej krytyka muzyczna wyraża pod adresem jednych i drugich własne sugestie i postulaty.
Wobec różnorodnych zadań przed nim stojących, przyjmuje się powszechnie, że idealny krytyk powinien wykazywać się wykształceniem muzycznym, talentem literackim, szerszymi zainteresowaniami ogólnokulturalnymi, zmysłem krytycznym, a także wrażliwością i taktem.